# أرت ديفيس (لاعب كرة قدم أمريكية)
أرت ديفيس (بالإنجليزية: Art Davis)‏ هو لاعب كرة قدم أمريكية أمريكي، ولد في 29 نوفمبر 1934 في كلاركسديل في الولايات المتحدة.

## وصلات خارجية
- أرت ديفيس على موقع مرجع كرة القدم المحترفة.كوم (الإنجليزية)